# Boris Dumenko
Boris Mokeevič Dumenko (in russo Бори́с Моке́евич Думе́нко ?; Kazachi Jotumets, 1888 – Rostov sul Don, 11 maggio 1920) è stato un generale sovietico, considerato insieme a Filipp Kuzmič Mironov, e in parte a Semën Michajlovič Budënnyj, il creatore dell'arma di cavalleria dell'Unione Sovietica.
Durante la guerra civile russa fu comandante della 1ª Brigata di cavalleria del Don, della 1ª Divisione di cavalleria, della 4ª Divisione di cavalleria, e si distinse particolarmente come comandante del 2º Corpo di cavalleria dell'Armata Rossa operante nei settori del Don e del Caucaso dove inflisse diverse sconfitte all'armata bianca del generale Anton Ivanovič Denikin. Arrestato, condannato a morte e fucilato a Rostov sul Don, una settimana dopo la sua morte il generale Denikin fece pervenire una lettera al direttore della NKVD, Feliks Ėdmundovič Dzeržinskij, ringraziandolo per avere di fatto eliminato uno dei suoi più pericolosi avversari. Fu pienamente riabilitato nel corso del XX Congresso del PCUS tenutosi a Mosca tra il 14 e il 26 febbraio 1956.

## Biografia
Nacque nel chutor di Kazachi Jotumets nel corso del 1888 all'interno di una famiglia di contadini inogorodnych (non cosacchi) della regione del Don. Da bambino si prendeva cura dei cavalli e lavorava come pastore. Si arruolò nell'esercito imperiale durante la prima guerra mondiale prestando servizio in una unità di artiglieria, e nel 1917 fu nominato sergente e successivamente decorato con la Croce di San Giorgio.
Di ritorno dal fronte nel 1918, dopo la rivoluzione d'ottobre, si unì a una delle prime forze di cavalleria contadina (cosacchi rossi) nella regione del Don. Comandò un battaglione di contadini, a cui unì dei piccoli distaccamenti di cavalleria, avendo come assistente e vice comandante Semën Michajlovič Budënnyj. Nel settembre 1918 fu nominato comandante del 1ª Brigata di cavalleria del Don.
Nel dicembre dello stesso anno divenne comandante della 1ª Divisione di cavalleria della 10ª Armata, allora al comando di Kliment Efremovič Vorošilov. Nel gennaio 1919 fu nominato comandante della 4ª Divisione di cavalleria a Pietrogrado, e il 2 marzo successivo fu il quinto militare a venire insignito dell'Ordine della Bandiera rossa. Nell'aprile 1919 diviene assistente per la cavalleria di Valerij Ivanovič Mežlauk, capo di stato maggiore della 10ª Armata, che allora era al comando di Aleksandr Il'ič Egorov. Il 25 maggio rimase gravemente ferito in combattimento sul fiume Sal, una pallottola lo colpì al polmone, e fu evacuato a Saratov dove fu operato dal professor Sergey Spasokukotsky che gli tose il polmone e alcune costole.
Rientrò in servizio attivo nel mese di luglio, nonostante il parere negativo del medico curante.
Nell'estate del 1919 l'intera regione Don era sotto il dominio dell'armata bianca del generale Anton Ivanovič Denikin, e la 10ª Armata dovette lasciare Tsaritsyn. Il 14 settembre fu nominato comandante di un nuovo corpo d'armata di cavalleria, il 2°. Tra il settembre e il dicembre 1919, questo corpo d'armata di cavalleria conseguì diverse vittorie nei settori del Don e nel Caucaso, catturando diverse migliaia di prigionieri e un ingente bottino di armi, munizioni, cannoni, e carri armati. Il 13 dicembre 1919 il 2º Corpo di cavalleria fu trasferito alle dipendenze della 9ª Armata del generale Aleksandr Karlovič Stepin. Il 7 gennaio 1920 catturò Novočerkassk, la capitale dell'Armata del Don che allora era al comando di Vladimir Sidorin, e in quello stesso mese entrò nel partito bolscevico.

### Processo ed esecuzione
Il Dipartimento Politico Generale del corpo dell'esercito e alcune autorità politiche superiori lo accusarono di incoraggiare sentimenti antibolscevichi e antisemiti tra la base, di ostacolare il lavoro dei commissari politici e di contrastare in modo insufficiente le rapine commesse e l'ubriachezza dei soldati dell'Armata Rossa. Per risolvere il crescente e serio conflitto tra Dumenko e il dipartimento politico fu nominato un nuovo commissario politico per il 2º Corpo di cavalleria, VN Mikeladze, che assunse l'incarico nel dicembre 1919, ma rimase ucciso in circostanze poco chiare nel febbraio 1920.
L'identità dell'assassino fu mai stabilita dalle indagini, ma nonostante ciò, Dumenko venne arrestato il 23 febbraio insieme a sei dei suoi più stretti collaboratori con l'accusa di aver ucciso il commissario militare e aver preparato un ammutinamento. Le accuse furono mossegli da Dmitrij Petrovič Žloba, comandante di una delle sue brigate, dal consigliere militare G. Peskarev e dal commissario Kravtsov. Il processo a lui e ai suoi collaboratori fu presieduto da Alexander Beloborodov, e riconosciuti colpevoli vennero condannati a morte tramite fucilazione. Sfondo di questa esecuzione era il conflitto aperto tra Lev Trockij e Iosif Stalin.
Dumenko era un sostenitore Stalin, mentre il suo successore Michail Nikolaevič Tuchačevskij, di Lev Trockij. Dumenko era stato molto critico sulla politica di Lev Trockij di nominare commissari politici che controllassero i comandanti dell'esercito operando dalla retroguardia e non partecipando alle fasi del combattimento. La sentenza fu eseguita a Rostov sul Don, sul lato nord del cimitero di Bransk, nella sera dell'11 maggio 1920, quando venne ucciso insieme ai suoi più stretti collaboratori: Mikhail Nikolaevič Abramov, Ivan Frantsevich Blekhert, Mark Grigorievič Kolpakov e Sergeij Antonovič Kravchenko.
Incredibilmente, però, Kravchenko sopravvisse all'esecuzione e si rifugiò, pur gravemente ferito, presso una famiglia di antibolscevici che lo aiutò. Arrestato nuovamente nel 1923 dalla GPU del Daghestan, quando aveva assunto l'identità Sergey Ivanovich Kravtsov, fu graziato e condannato a dieci anni di prigione.
Nonostante l'opposizione dei Marescialli dell'Unione Sovietica Budënnyj e Vorošilov, Dumenko fu pienamente riabilitato nell'agosto del 1964, nel corso del XX Congresso del PCUS tenutosi a Mosca tra il 14 e il 26 febbraio 1956. Gli sono state poi intitolate vie a Rostov sul Don, Krasnodar, Novočerkassk e Volgodonsk.

### Annotazioni
1. ↑  Già "famoso" per il fatto che nel luglio 1918, essendo presidente del Consiglio regionale degli Urali, firmò la decisione del consiglio sull'esecuzione dell'imperatore Nicola II e della sua famiglia.

### Fonti
1. 1 2 3 4  Polonsky 2010, p. 250.
2. 1 2 3 4 5 6  Sacharov Center.
3. ↑  Polonsky 2010, p. 213.
4. 1 2 3 4  Nivestnik.